# Takanamat
Takanamat este o comună rurală din departamentul Tahoua, regiunea Tahoua, Niger, cu o populație de 17.580 de locuitori (2001).